# Tour de France 1956
| 43. Tour de France 1956 – Endstand |                       |                           |
| Streckenlänge                      | 22 Etappen, 4527,1 km | 22 Etappen, 4527,1 km     |
| Toursieger                         | Roger Walkowiak       | 124:01:16 h (36,503 km/h) |
| Zweiter                            | Gilbert Bauvin        | + 1:25 min                |
| Dritter                            | Jan Adriaensens       | + 3:44 min                |
| Vierter                            | Federico Bahamontes   | + 10:14 min               |
| Fünfter                            | Nino Defilippis       | + 10:25 min               |
| Sechster                           | Wout Wagtmans         | + 10:59 min               |
| Siebenter                          | Nello Lauredi         | + 14:01 min               |
| Achter                             | Stan Ockers           | + 16:25 min               |
| Neunter                            | René Privat           | + 22:59 min               |
| Zehnter                            | Antonio Barbosa       | + 26:03 min               |
| Grünes Trikot                      | Stan Ockers           | 280 P.                    |
| Zweiter                            | Fernand Picot         | 464 P.                    |
| Dritter                            | Gerrit Voorting       | 465 P.                    |
| Bergwertung                        | Charly Gaul           | 71 P.                     |
| Zweiter                            | Federico Bahamontes   | 67 P.                     |
| Dritter                            | Valentin Huot         | 65 P.                     |
| Teamwertung                        | Belgien               | Belgien                   |

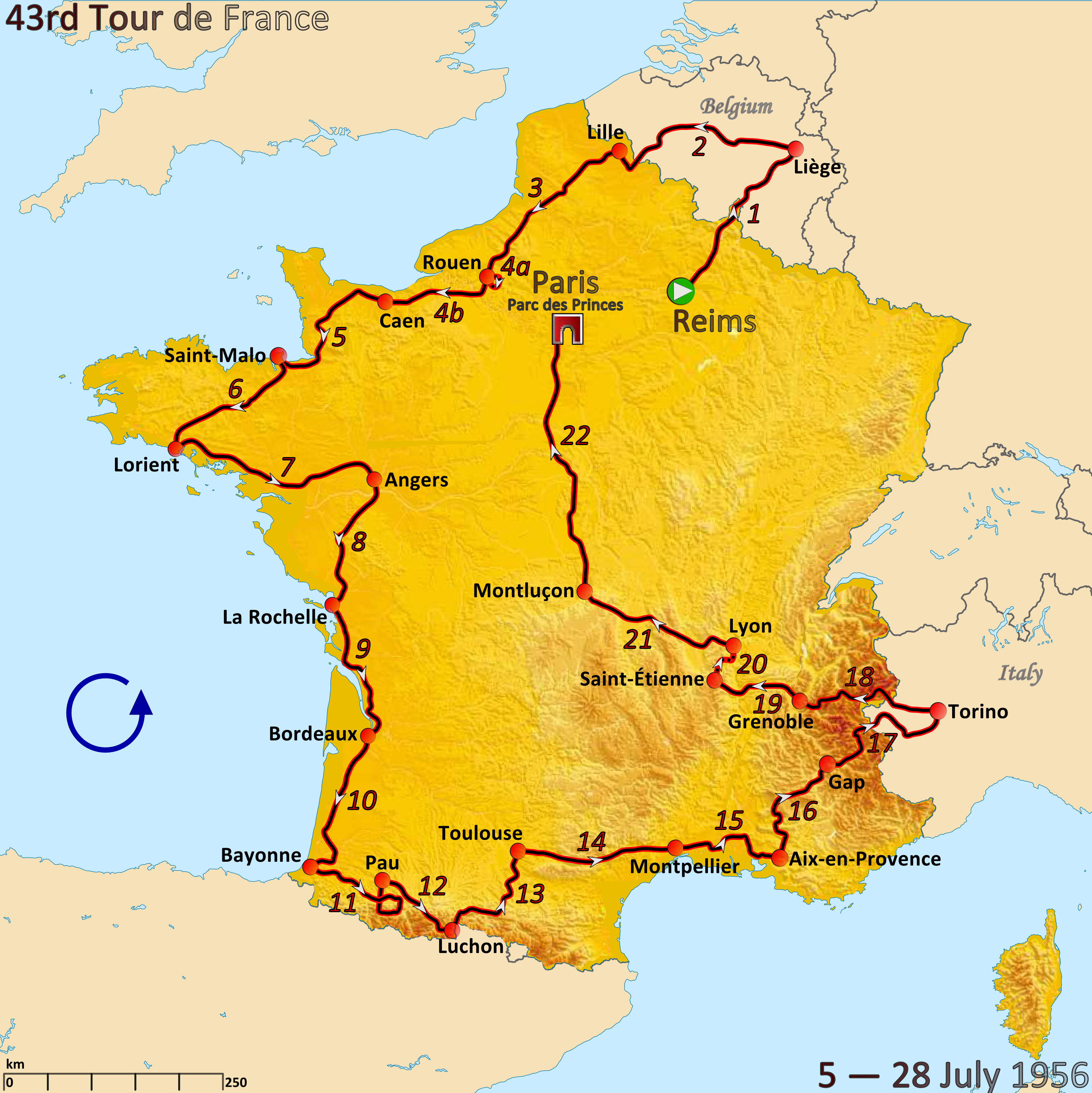
Streckenkarte der Tour de France 1956

Die 43. Tour de France fand vom 5. bis 28. Juli 1956 statt und führte auf 22 Etappen über 4.498 km. Die Rundfahrt endete mit dem Überraschungssieg des Franzosen Roger Walkowiak aus dem Regionalteam "Nordost-Frankreich". Louison Bobet, der die Tour zuvor drei Jahre in Folge gewonnen hatte, war nicht angetreten, auch Fausto Coppi und Ferdy Kübler waren nicht am Start. Es nahmen 120 Rennfahrer an der Rundfahrt teil, von denen 88 klassifiziert wurden.

## Rennverlauf
Der Franzose André Darrigade gewann die erste Etappe und trug anschließend auf den Flachetappen das Gelbe Trikot. Nur auf zwei Etappen musste er es zwischenzeitlich dem Belgier Gilbert Desmet überlassen.
Auf der siebten Etappe nach Angers bildete sich eine Ausreißergruppe aus 31 nicht stark eingeschätzten Fahrern, die sich einen Vorsprung von rund 19 Minuten herausfuhren, Roger Walkowiak übernahm das Führungstrikot. Die Favoriten um Charly Gaul unterschätzten jedoch die Stärke der ausgerissenen Fahrer in den Bergen und konnten den Vorsprung nicht mehr aufholen.
Auf der Etappe nach Bayonne verlor Walkowiak die Führung, erkämpfte sie sich in den Alpen wieder zurück. Zwischenzeitlich hatten Jan Adriaensens aus Belgien und der Niederländer Wout Wagtmans, die ebenfalls in der großen Ausreißergruppe der siebten Etappen vertreten waren, das Trikot übernommen. Am Ende kam Adriaensens auf den dritten Platz. Vor ihn schob sich noch der Franzose Gilbert Bauvin, der ein starkes Zeitfahren auf der vorletzten Etappe gefahren war und bis auf 1:25 Minuten an den führenden Walkowiak herankam. Bauvin hatte in den Pyrenäen nach einem Sturz die entscheidende Zeit auf Walkowiak verloren.
Charly Gaul, der in den Kampf um den Gesamtsieg nicht mehr eingreifen konnte, gewann zwei Etappen und die Bergwertung. Das Grüne Trikot gewann wie im Vorjahr der Belgier Stan Ockers. Der Franzose Roger Hassenforder konnte mit vier Etappensiegen überzeugen, darunter auch ein Sieg nach einer 187 km langen Soloflucht auf der Etappe von Lyon nach Montluçon.
Walkowiak gewann die Rundfahrt ohne einen einzigen Etappensieg und stellte mit 36,268 km/h einen neuen Rekord bei der Durchschnittsgeschwindigkeit auf. Mit Seamus Elliott nahm zum ersten Mal ein Fahrer aus Irland an der Tour teil.

## Die Etappen

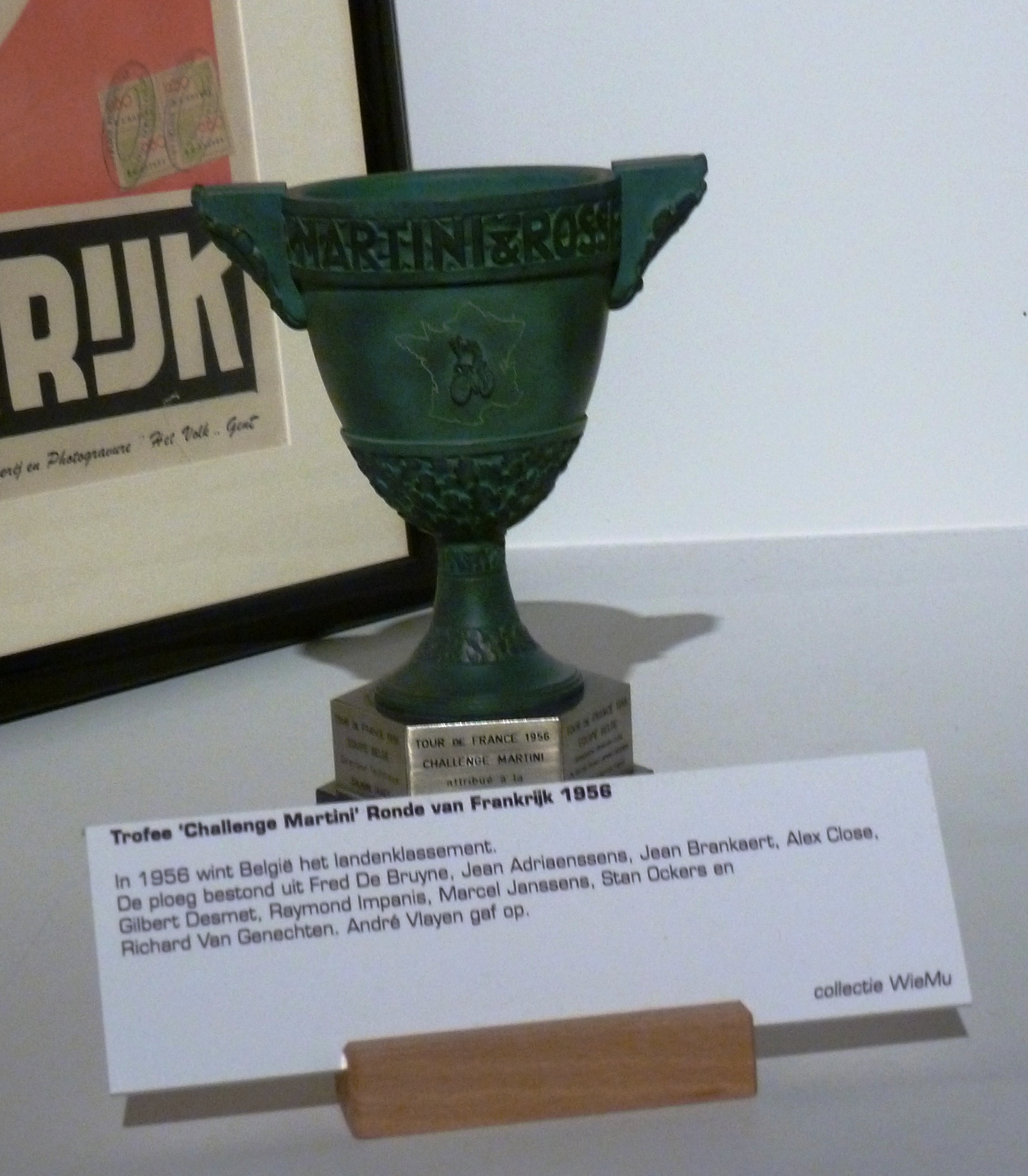
Die belgische Mannschaft gewann diesen Pokal in der Nationenwertung.

| Etappen       | Start – Ziel                  | km         | Etappensieger       | Gelbes Trikot   |
| ------------- | ----------------------------- | ---------- | ------------------- | --------------- |
| 1. Etappe     | Reims – Lüttich (BEL)         | 223        | André Darrigade     | André Darrigade |
| 2. Etappe     | Lüttich (BEL) – Lille         | 217        | Fred De Bruyne      | André Darrigade |
| 3. Etappe     | Lille – Rouen                 | 225        | Arrigo Padovan      | Gilbert Desmet  |
| 4. Etappe (a) | Circuit des Essarts           | 15,1 (EZF) | Charly Gaul         | Gilbert Desmet  |
| 4. Etappe (b) | Rouen – Caen                  | 125        | Roger Hassenforder  | André Darrigade |
| 5. Etappe     | Caen – Saint-Malo             | 189        | Joseph Morvan       | André Darrigade |
| 6. Etappe     | Saint-Malo – Lorient          | 192        | Fred De Bruyne      | André Darrigade |
| 7. Etappe     | Lorient – Angers              | 244        | Alessandro Fantini  | Roger Walkowiak |
| 8. Etappe     | Angers – La Rochelle          | 180        | Miguel Poblet       | Roger Walkowiak |
| 9. Etappe     | La Rochelle – Bordeaux        | 219        | Roger Hassenforder  | Roger Walkowiak |
| 10. Etappe    | Bordeaux – Bayonne            | 201        | Fred De Bruyne      | Gerrit Voorting |
| 11. Etappe    | Bayonne – Pau                 | 255        | Nino Defilippis     | André Darrigade |
| 12. Etappe    | Pau – Luchon                  | 130        | Jean-Pierre Schmitz | Jan Adriaensens |
| 13. Etappe    | Luchon – Toulouse             | 176        | Nino Defilippis     | Jan Adriaensens |
| 14. Etappe    | Toulouse – Montpellier        | 231        | Roger Hassenforder  | Jan Adriaensens |
| 15. Etappe    | Montpellier – Aix-en-Provence | 204        | Joseph Thornin      | Wout Wagtmans   |
| 16. Etappe    | Aix-en-Provence – Gap         | 203        | Jean Forestier      | Wout Wagtmans   |
| 17. Etappe    | Gap – Turin (ITA)             | 234        | Nino Defilippis     | Wout Wagtmans   |
| 18. Etappe    | Turin (ITA) – Grenoble        | 250        | Charly Gaul         | Roger Walkowiak |
| 19. Etappe    | Grenoble – Saint-Étienne      | 173        | Stan Ockers         | Roger Walkowiak |
| 20. Etappe    | Saint-Étienne – Lyon          | 73 (EZF)   | Miguel Bover Pons   | Roger Walkowiak |
| 21. Etappe    | Lyon – Montluçon              | 237        | Roger Hassenforder  | Roger Walkowiak |
| 22. Etappe    | Montluçon – Paris             | 331        | Gastone Nencini     | Roger Walkowiak |